# Anello temporale

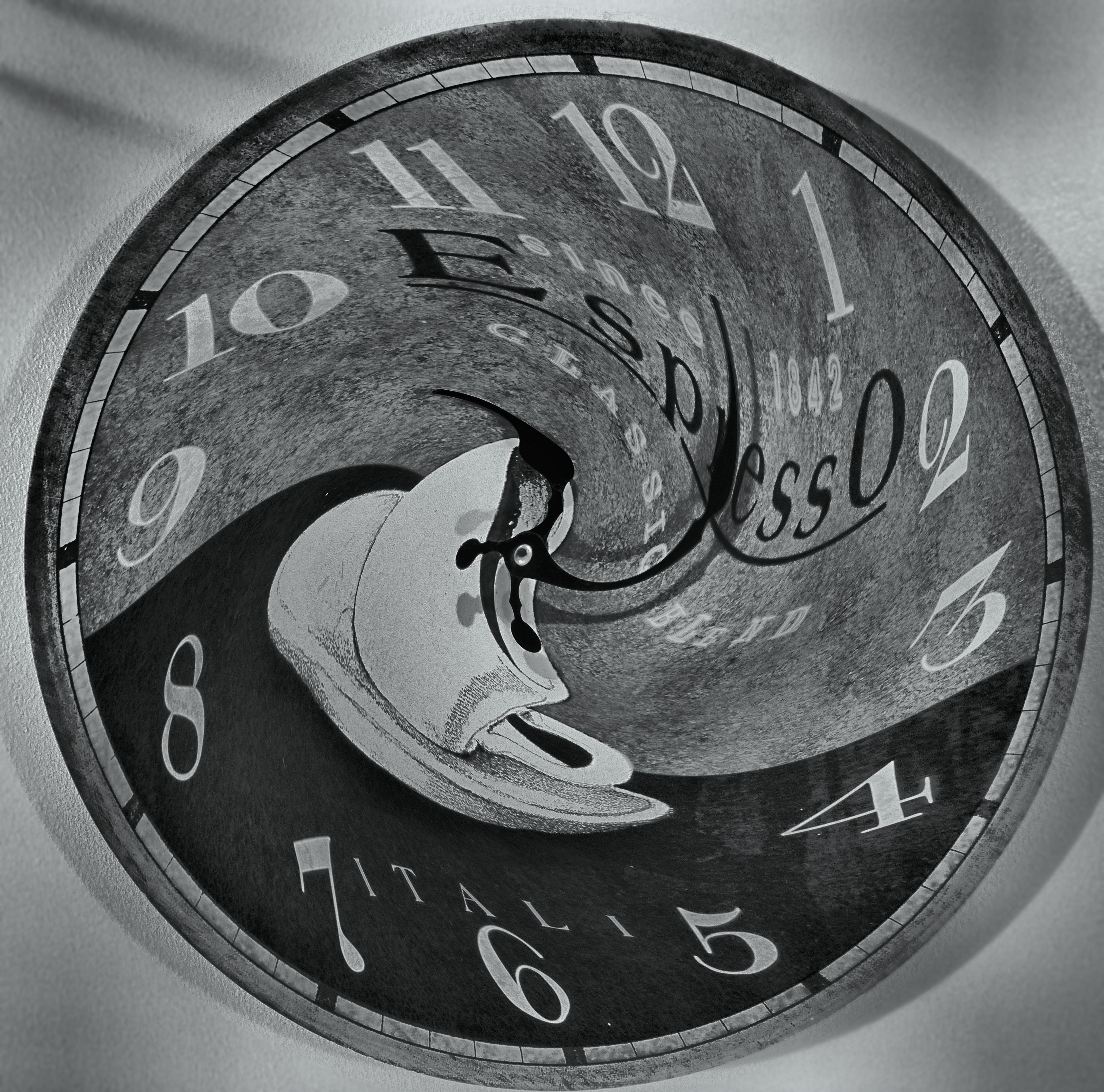
Rappresentazione artistica di un orologio distorto

Un anello temporale, detto anche loop temporale, è un espediente narrativo in cui dei personaggi sono costretti a ripetere esperienze, o a rivivere in continuazione vicende già avvenute, in un ciclo continuo che si ripete all'infinito, o fino al raggiungimento di una condizione specifica. Il tema è stato frequentemente trattato nelle opere di fantascienza.

## Storia
Riferimenti alla natura ciclica del tempo e delle cose sono presenti in diverse culture nel mondo. Tra i più celebri si annovera l'Uroboro, ovvero un simbolo consistente in un cerchio formato da un drago o da un serpente che si morde la coda da solo, che rappresenta l'energia universale che si consuma e si rinnova ciclicamente. In ambito letterario, tale simbolo è stato usato anche dal filosofo tedesco Friedrich Nietzsche in Così parlò Zarathustra (1883-1885) e nel celebre romanzo di Michael Ende La storia infinita (1979).
La validità scientifica dei loop temporali, nonché la loro ammissibilità teorica, è stata ipotizzata nel 1937 dal matematico olandese Willem van Stockum nei risultati delle equazioni di campo della relatività generale. Nel 1949 tale ipotesi è stata teorizzata dal filosofo austriaco Kurt Gödel e successivamente dal fisico statunitense Frank Tipler.

## Variazioni narrative

### Cambiare gli eventi
L'idea di base del loop temporale permette alcuni sviluppi narrativi spesso utilizzati in letteratura o nella cinematografia; se i personaggi imprigionati nel circuito riescono a mantenere la memoria delle esperienze vissute, hanno la possibilità di alterare il flusso degli eventi con il loro comportamento e a volte di interrompere il circuito Esempi sono i film Ricomincio da capo (Groundhog Day, 1993) e il remake italiano È già ieri (2004), Source Code (2011), il film per la tv 12:01 (1990), la versione americana in chiave goliardica e adolescenziale Io vengo ogni giorno (2014), la serie animata Looped - È sempre lunedì (2015), in cui i protagonisti finiscono in un loop temporale che sfrutteranno per divertirsi, le commedie sentimentali Palm Springs - Vivi come se non ci fosse un domani (2020) e La mappa delle piccole cose perfette (2021).

### Paranormale
In alcuni casi il loop temporale è causato da eventi paranormali, come la maledizione che colpisce il protagonista del racconto di Stephen King 1408 e dell'omonimo film (2007), costretto per l'eternità in una stanza d'albergo.

### Resurrezione
A volte i protagonisti muoiono per risvegliarsi subito dopo, costretti a rivivere nuovamente lo stesso periodo di tempo in un ciclo continuo senza apparente via di uscita, che sono dunque costretti a trovare. Ne sono esempi alcune opere:
- Nirvana (1997) di Gabriele Salvatores, dove il protagonista perde la vita, risorge e muore di continuo, poiché personaggio di un videogioco.[4]
- Edge of Tomorrow - Senza domani (2014), tratto dal manga All You Need Is Kill, dove il protagonista viene ucciso dagli alieni, ma si risveglia e rivive il giorno della sua morte fino a quando non troverà il modo di sopravvivere e sventare l'invasione del pianeta.[5]
- Auguri per la tua morte (2017), in cui la protagonista muore la sera del suo compleanno e si risveglia "il giorno dopo", in un ciclo continuo che le dà lo scopo di farle scoprire l'identità del suo assassino.
- Russian Doll, una serie televisiva statunitense del 2019 ideata da Natasha Lyonne, Amy Poehler e Leslye Headland. Una donna, Nadia, si ritrova in un misterioso anello temporale, che la riporta ripetutamente alla festa del suo 37º compleanno, dopo bizzarre morti che la coinvolgono. Scopre poi che un'altra persona come lei sta vivendo la stessa situazione.

### Legge universale
Una variazione del tema ipotizza che l'intero universo sia regolato da leggi che impongono la ciclicità: questa è l'idea centrale di romanzi come La legge della creazione (The Ring of Ritornel, 1968) di Charles L. Harness e A Tale of Time City (1987) e Archer's Goon (1984), entrambi scritti da Diana Wynne Jones.